# St. Laurentius (Berlin-Köpenick)
Die evangelische St.-Laurentius-Stadtkirche ist die Pfarrkirche des Berliner Ortsteils Köpenick der ehemaligen Stadt Köpenick. Das heutige Kirchengebäude ist das zweite Gotteshaus an dieser Stelle, das erste wurde im 13. Jahrhundert errichtet und 1837 abgerissen. Die Kirche steht seit 1977 unter Denkmalschutz.

## Lage und Geschichte
Das Kirchengebäude steht auf einer rund 3300 m2 großen Fläche, begrenzt durch Freiheit (nördlich), Kirchstraße (nordöstlich), Laurenzstraße (südlich) und Alt-Köpenick (nordwestlich).
Im Köpenicker Siedlungskern, der heutigen Altstadt, wurde im 13. Jahrhundert eine turmlose Basilika aus Feldsteinen errichtet. Sie besaß einen geraden abgeschlossenen Chor, ein Querschiff und fünf Altäre. Im 15. Jahrhundert fand ein Umbau statt, und ein Westturm wurde angefügt. Die Basilika war dem Heiligen Laurentius geweiht. 
Zu Beginn des 19. Jahrhunderts war die Kirche so baufällig, dass im Jahr 1836 dieser Turm in Teilen abgerissen wurde. 1837 wurde das Kirchengebäude ganz abgebaut, Taufstein und Skulpturen aus der Basilika erhielt das gerade gegründete Märkische Museum.
Der jetzige Bau entstand 1838–1841 nach einem Entwurf des Architekten und preußischen Regierungsbauinspektors Friedrich Wilhelm Butzke. Das Gotteshaus wurde in Anwesenheit von König Friedrich Wilhelm IV. und seiner Frau Elisabeth am 31. Mai 1841 feierlich eingeweiht.
Im Jahr 1984 erfolgte eine umfassende Restaurierung des Kircheninneren.
Nach der politischen Wende in der DDR gründete sich im Jahr 2003 ein Kirchenförderverein, der unter anderem im Kirchenschiff eine Ausstellung organisierte, die die Geschichte des Kirchengebäudes zeigt.
Im Jahr 2004 musste der Kirchturm saniert und renoviert werden. Dabei fand man in der Turmkugel einige wertvolle Dokumente wie die Kopie eines Ablassbriefs des Johann Tetzel aus dem Jahr 1514 für den Köpenicker Bürger Tiedemann sowie Schriftstücke und Münzen. Diese sind nun in einer Ausstellung im Gotteshaus zu besichtigen. In die Kugel kamen danach neuere Dokumente aus dem Jahr 2004.
Im Jahr 2012 beschloss der Gemeindekirchenrat die Umbenennung der St.-Laurentius-Kirchengemeinde in Evangelische Stadtkirchengemeinde Köpenick. Langfristig werden das Gemeindehaus und die zugehörige Kindertagesstätte Am Generalshof 1 denkmalgerecht saniert und modernisiert.
Die Kirche wird in den nächsten Jahren (Stand: 2024) mit Eigenmitteln der Kirchengemeinde sowie Bundes- und Landesmitteln grundlegend saniert. Dies umfasst insbesondere die
- Sanierung der gesamten Dachkonstruktion und der Dachdeckung einschließlich der Deckenbalken sowie der Mauerkrone (Sims, Traufe) des Kirchenschiffs
- Schadstoffsanierung des Dachstuhls und der inneren Holzbauteile
- Erneuerung der gebäudetechnischen Anlagen.[4]

## Architektur

### Außengestaltung

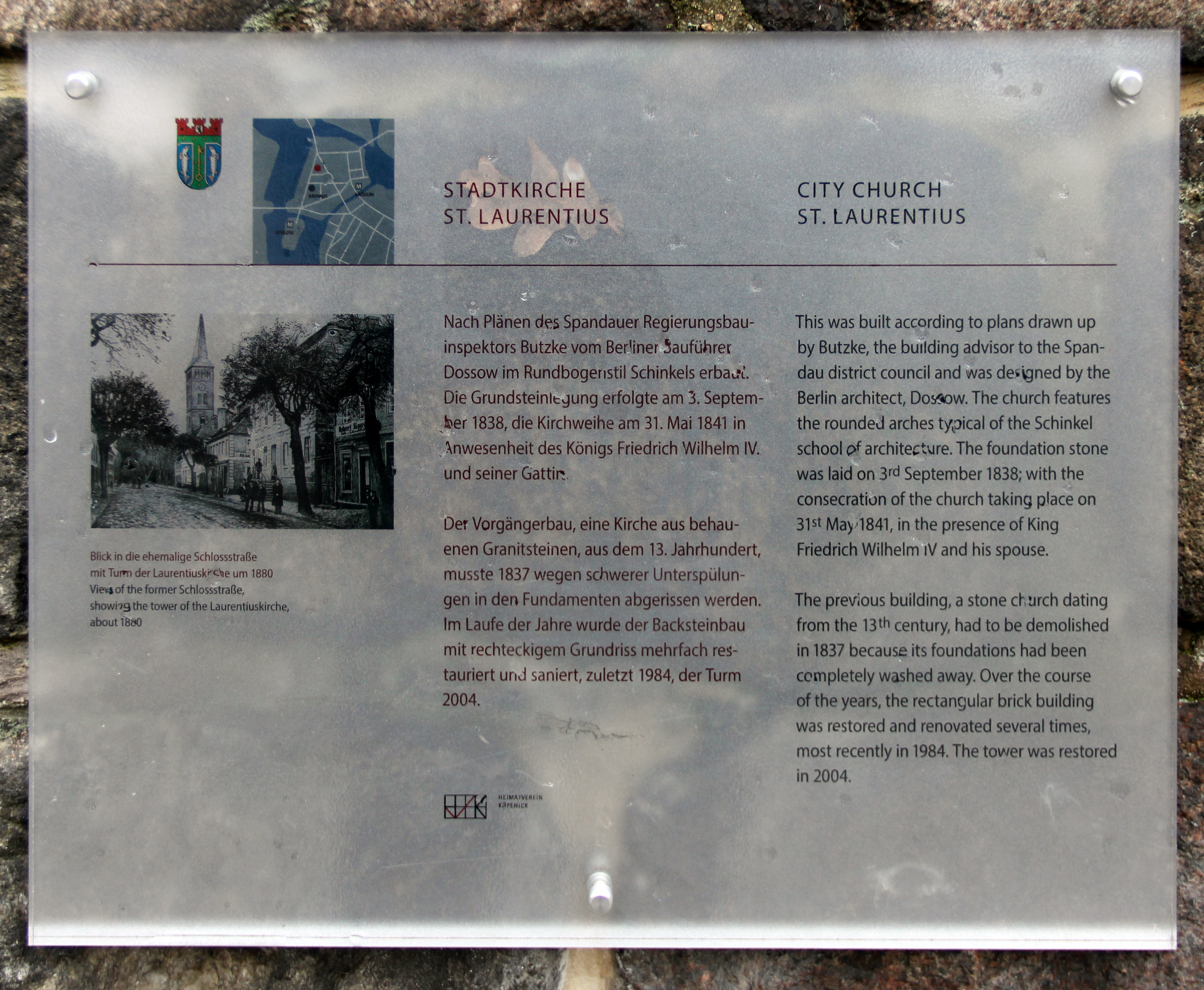
Gedenktafel am Haus, Alt-Köpenick 9, in Berlin-Köpenick

Der Baumeister, aus der Schinkelzeit stammend, favorisierte den damals üblichen Rundbogenstil für das neue Kirchengebäude. Dies zeigt sich besonders an den zweigeschossigen Rundbogenfenstern, den rundbögigen Portalen auf beiden Längsseiten des Kirchenschiffes und des Turmes und auch an den Gewölben im Inneren.
Das Gebäude ist ein rechteckiger Backsteinbau, der auf einem Feldsteinsockel ruht und durch regelmäßige Steinschichten dunklerer Farbe belebt wird. Zusätzlich bilden die Zahnschnittschichten eine weitere optische Belebung der Fassade. Es konnte noch nicht endgültig geklärt werden, ob die Granitquader des Sockels vom Vorgängerbau stammen. Die Grundmaße des Kirchenschiffs betragen etwa 28 m in der Länge und 18 m in der Breite. Es ist mit einem ziegelgedeckten Satteldach versehen.
Die Bögen und Kämpferzonen der Fenster sowie die Portale zeigen profilierte Gesimse. An der Ostseite des Hauptgebäudes wurde eine Sakristei angebaut, die 6 m lang und 8,50 m breit ist.
Der Westturm hat einen quadratischen Grundriss von rund 6,80 m Kantenlänge. Er ist viergeschossig und besitzt hohe den Fenstern angepasste Schallöffnungen. Abgeschlossen wird er mit einem achtseitigen geknickten Spitzhelm. Der Turmzugang ist zugleich das Hauptportal des Kirchengebäudes. In der Glockenstube befinden sich Glocken aus der Gießerei Apolda.
In den Jahren 1932 und 1936 wurde die bereits während des Ersten Weltkriegs stillgelegte Uhr aus dem Kirchturm entfernt, zuerst die Zeiger, danach das Gangwerk. Im gesamten 20. Jahrhundert waren nur die Befestigungslöcher der vier Zifferblätter zu sehen, ein Ersatz fand nicht statt. Im Jahr 2015 konnte auf Initiative des Kirchenfördervereins und mittels zahlreicher Spenden eine neue Kirchturmuhr hergestellt und am 30. September eingebaut werden, die weitestgehend dem Original nachempfunden wurde.

### Innengestaltung und Ausstattung

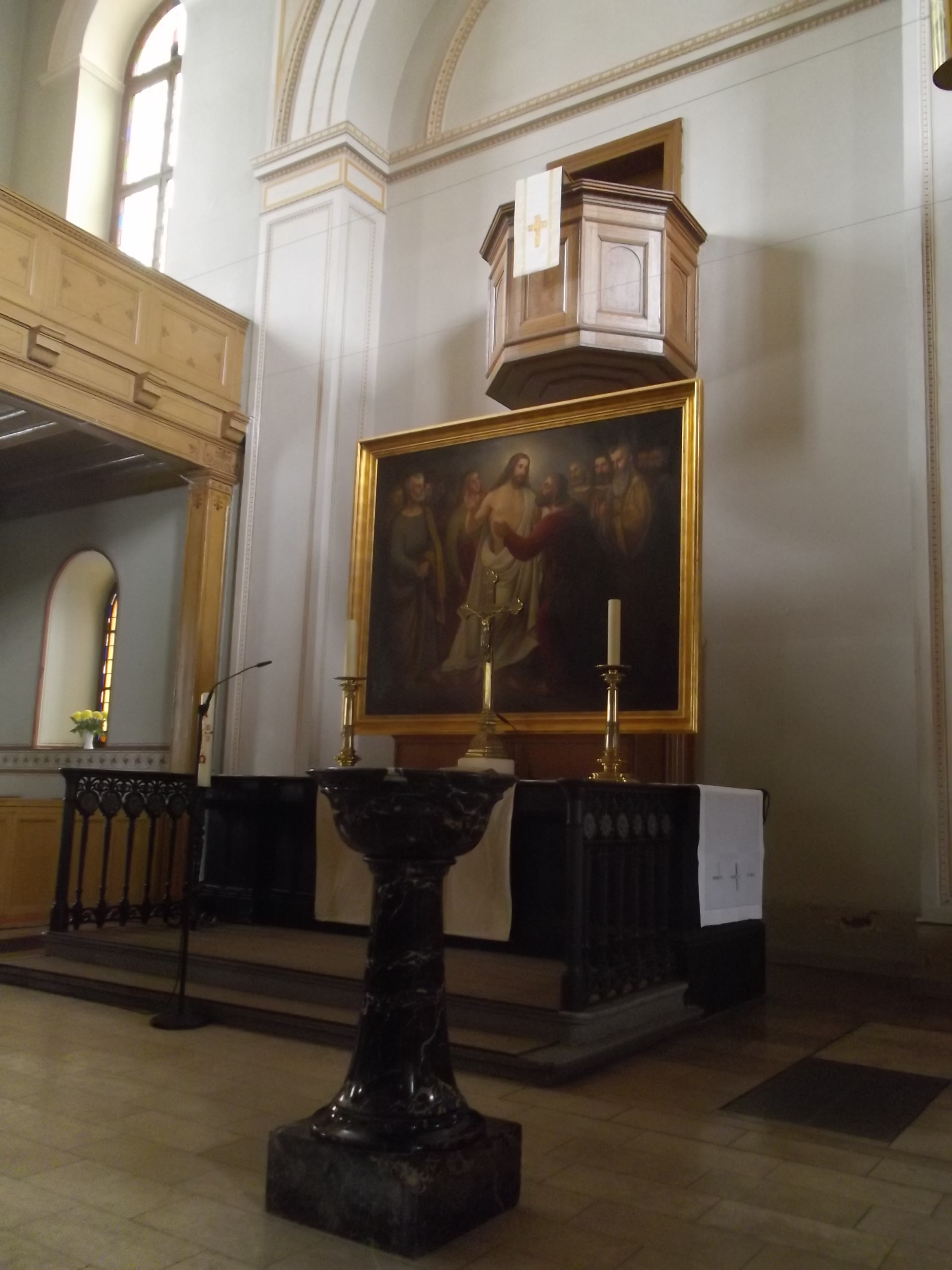
Altar mit Taufstein und Kanzel

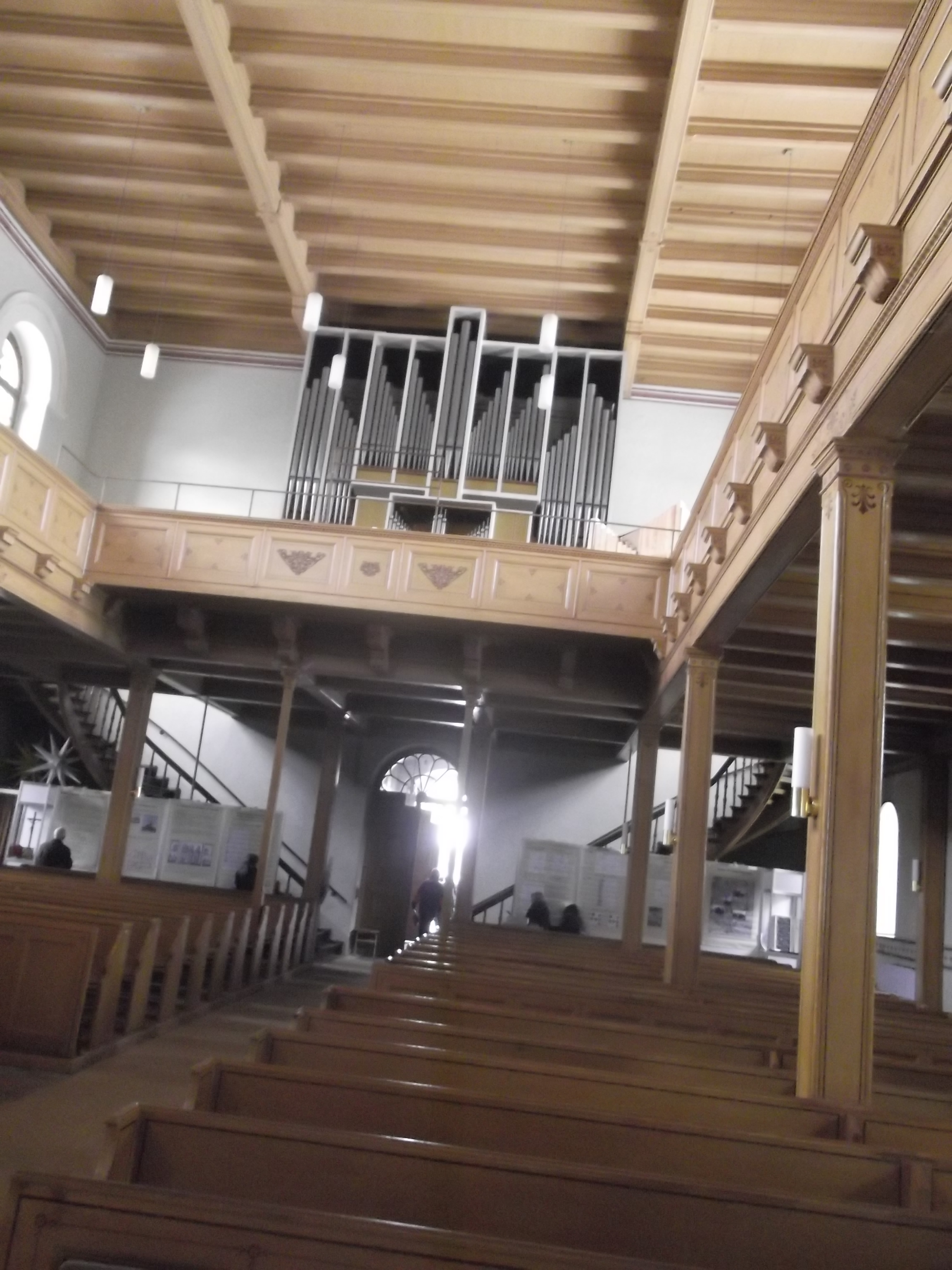
Innenansicht mit Orgel

Das Kirchenschiff besitzt eine Holzbalkendecke sowie eine dreiseitige Empore im Innern. Die große Altarnische in der Ostwand enthält einen Kanzelaltar. Das Altargemälde zeigt den auferstandenen Christus mit dem Apostel Thomas und wurde von Heinrich Lengerich 1840 gemalt. Ebenfalls aus diesem Jahr stammt ein neuer Taufstein aus der Werkstatt von Christian Gottlieb Cantian. Eine Orgel auf der Westempore vervollständigt die Einrichtung. Sie wurde im Jahr 1963 von der Firma Schuke aus Potsdam anstelle der ursprünglichen Orgel eingebaut. Auf dieser Orgel, aber auch mit anderen Musikinstrumenten oder reinem Gesang finden seit 2004 regelmäßige Konzerte in der Stadtkirche statt. Im Kirchengebäude selbst ist ein Gemeinderaum abgetrennt.
Seit Herbst 2015 verfügt der Turm des Gotteshauses wieder über eine Turmuhr. Eine digitale Zentraluhr treibt über Wellen die Zeigerwerke der vier Zifferblätter an. Die alte Turmuhr war im Ersten Weltkrieg nach einem Defekt außer Betrieb genommen und 1936 demontiert und verschrottet worden. Für die neue Uhr hatte ein Förderverein vier Jahre lang rund 21.000 Euro an Spenden gesammelt.

## Umgebung und Gemeindearbeit
Südlich der Kirche steht das Pfarrhaus (Adresse: Kirchstraße 4), ein Klinkerverblendbau in gotisierenden Formen. Die der Straße zugewandten Giebelteile sind im Erdgeschoss mit Lisenen gegliedert. Ab der ersten Etage wurden Pfeilergiebel gestaltet, die durch je drei rund-spitzbogige Fenster mit darüber liegenden Fensterrosen vom übrigen Baukörper abgesetzt sind. Das Gebäude entstand 1900–1901, der Baumeister ist nicht überliefert.
Die St.-Laurentius-Gemeinde hat vier weitere Predigtstätten. 1993 benannte die Kirchengemeinde ihre Predigtstätte Kirchsaal (Köpenick Südost) in Werner-Sylten-Saal und bald darauf die Friedhofskapelle in Werner-Sylten-Kapelle. Damit wurde des Köpenicker Pfarrers Werner Sylten gedacht, der in der Zeit des Nationalsozialismus zunächst seines Amtes als Leiter einer Fürsorgeeinrichtung enthoben wurde. Nach einer Zusammenarbeit mit Heinrich Grüber in dessen Büro verhaftete man ihn und brachte ihn in das Konzentrationslager Dachau. Im Jahr 1942 wurde er ermordet. Seine Grabstätte ist seit dem Ende des 20. Jahrhunderts ein Berliner Ehrengrab. Vor seinem damaligen Wohnhaus Ostendorfstraße 19 im Bereich Wendenschloß wurde 2006 ein Stolperstein verlegt.
Dem Engagement des Vereins zur Förderung der Evangelischen St.-Laurentius-Stadtkirchengemeinde in Berlin-Köpenick e. V. ist es unter anderem zu verdanken, dass im Frühjahr 2012 eine Dauerausstellung mit Dokumenten zur Kirchengeschichte eröffnet werden konnte.
Die Gemeinde unterhält einen Kinder- und Jugendchor sowie einen Posaunenchor. Die Kantorei entstand aus einem 1947 gegründeten Singkreis, der seit den 1950er Jahren stetig anwuchs. So konnten in enger Zusammenarbeit mit Musikern vor allem aus dem Berliner Sinfonieorchester Aufführungen von Oratorien in das Programm aufgenommen werden. Diese gehören mittlerweile zu einem festen Bestandteil kirchlichen und kulturellen Lebens in Köpenick. (Förderkreis der St.-Laurentius-Kantorei Köpenick e. V.).
Die eigene Kirchengeschichte wird von einem Arbeitskreis Geschichte der Stadtkirchengemeinde erforscht und öffentlich gemacht. Unter Leitung des Pfarrers Groß wurde 2012 außerdem der Arbeitskreis Partnerschaft und Ökumene ins Leben gerufen. Eines der Ziele ist die Aktivierung der Zusammenarbeit mit einer rumänischen Gemeinde in Hermannstadt (rumänisch Sibiu). Weitere Projektpartnerschaften sind in Planung.
Die im Mai 2012 entstandene Bürgerplattform Berlin-Südost – community organizing wurde von der Laurentiuskirchgemeinde mitbegründet. Sie wird wissenschaftlich von Leo Penta aus der Katholischen Hochschule für Sozialwesen Berlin (KHSB) in Berlin-Karlshorst begleitet. In diesem Netzwerk engagieren sich Bürger aller Konfessionen und Atheisten für Veränderungen „ihres Kiezes“. Erste Erfolge wie eine Verbesserung des öffentlichen Personennahverkehrs, der medizinischen Versorgung und der Bau zusätzlicher Sport- und Turnhallen konnten bereits erreicht werden.